# کیم می سوک
کیم می سوک (کره‌ای: 김미숙; هانجا: 金美淑؛ زادهٔ ۲۶ مارس ۱۹۵۹) بازیگر اهل کره جنوبی است. از آثاری که در آنها ایفای نقش کرده‌است می‌توان به فیلم ماراتون (۲۰۰۵) و مجموعه‌های تلویزیونی میراث درخشان (۲۰۰۹)، شکارچی شهر (۲۰۱۱)، افسانه اوک‌نیو (۲۰۱۶) و عشق زیباست، زندگی فوق‌العاده است (۲۰۱۹) اشاره کرد.

## حرفه
کیم می سوک حرفهٔ بازیگری خود را در سال ۱۹۷۹ آغاز کرد و از آن زمان یک حرفهٔ پرکار در تلویزیون داشته‌است. از نقش‌های شاخص او می‌توان به درام صبحگاهی وضعیت ملکه (۲۰۰۵) و نقش یک نامادری شرور در درام محبوب میراث درخشان (۲۰۰۹) اشاره کرد. برای به تصویر کشیدن نقش مادر یک دوندهٔ اوتیسمی در فیلم ماراتون (۲۰۰۵)، تعریف و تمجیدهای فراوانی دریافت کرد و نامزد جایزهٔ بهترین بازیگر نقش مکمل زن در مراسم‌های جوایز ناقوس بزرگ و جوایز فیلم کره‌ای شد.
او به خاطر ایفای نقش مکملش در فیلم اکشن دلهره‌آور هفت روز (۲۰۰۷)، دوباره نامزد جایزه در جوایز ناقوس بزرگ، جوایز فیلم اژدهای آبی و جوایز فیلم کره‌ای شد.

## سایر فعالیت‌ها
کیم در سال ۱۹۸۷ یک مهدکودک به نام «مهدکودک عشق» (사랑유치원) تأسیس کرد و تا سال ۲۰۰۲ مدیر آن بود. او همچنین یک گروه هنرمند به نام «هیانگ‌می‌هو»، همراه با لی سو چانگ، کوان یونگ هو، یو شی وون، پارک گی ته، لی سانگ گیل و دیگران تأسیس کرد.

## آزار تعقیب
زنی که به مدت ۱۷ سال در تعقیب کیم می سوک بود در سال ۲۰۰۷ دستگیر شد.